# Sándor Márai
Sándor Márai, uitspraak: sjàandor màaraji, oorspronkelijk Sándor Grosschmid de Mára (Košice, 11 april 1900 - San Diego, 22 februari 1989) was een Hongaarse schrijver en journalist.

## Biografie
Márai werd geboren te Kassa (toenmalig Oostenrijk-Hongarije, thans Košice in Slowakije), in een gemagyariseerde Saksische burgerfamilie. Hij studeerde in Leipzig, Frankfurt en Berlijn en was tussen 1923 en 1929 correspondent van de Frankfurter Zeitung in Parijs. Hij vertaalde Franz Kafka en Georg Trakl naar het Hongaars. Vanaf 1929 verschenen romans, verhalen, essays en toneelstukken van zijn hand.
Na een tijdlang in Italië te hebben gewoond, emigreerde Márai naar de Verenigde Staten, waar hij zich in San Diego vestigde. Hij bleef in zijn moedertaal publiceren, maar zijn boeken bereikten slechts een klein publiek, omdat zijn werk in zijn moederland – op dat moment communistisch – werd geweerd. Na het overlijden van zijn echtgenote in 1986 en het daarna volgende verlies van zijn zoon pleegde een vereenzaamde Márai in 1989 op 88-jarige leeftijd zelfmoord.
Een jaar na zijn zelfmoord, in 1990, werd zijn hoofdwerk Gloed (A gyertyák csonkig égnek, 1942) opnieuw in het Hongaars uitgebracht. In 1998 werd het in het Italiaans vertaald en door de Italiaanse critici geprezen, waarna de postume roem van het werk van Márai zich in snel tempo verspreidde. In 1999 was Hongarije het hoofdthema op de jaarlijkse Frankfurter Buchmesse en opeens begon het boek een succes te worden. Na een lovende bespreking door de invloedrijke Duitse criticus Marcel Reich-Ranicki op televisie werd de roman een bestseller.
Inmiddels heeft Márai's werk een vaste plaats in de Europese literaire canon van de 20e eeuw veroverd.

## Theaterbewerkingen
- In 2003 werd Gloed in Nederland door regisseur Ursul de Geer bewerkt tot een theatervoorstelling, die in dat jaar de Toneel Publieksprijs 2003/2004 won.
- Begin 2007 ging De Geers theaterbewerking van Kentering van een huwelijk in première, dat eveneens voor de Toneel Publieksprijs was genomineerd.
- Begin 2008 bewerkte Ursul de Geer ook De gravin van Parma, met in de hoofdrollen Pierre Bokma, Carice van Houten en Rudolf Lucieer.
- In 2011 ging de opera WAAARDE in première. Muziek: Egon Kracht, libretto en regie: Dick Hauser. Dit is een bewerking van de roman 'Gloed' met de zangers Marc Drost en Henk Zwart in de rollen van Henrik en Konrad.